# La Garnache
La Garnache – miejscowość i gmina we Francji, w regionie Kraj Loary, w departamencie Wandea.
Według danych na rok 1990 gminę zamieszkiwało 3379 osób, a gęstość zaludnienia wynosiła 57 osób/km² (wśród 1504 gmin Kraju Loary La Garnache plasuje się na 133. miejscu pod względem liczby ludności, natomiast pod względem powierzchni na miejscu 41.).